# Лесные пожары в России (2023)
Лесные пожары в России 2023 года — начавшаяся весной 2023 года серия пожаров, охватившая до 70 регионов страны. В мае возгорания фиксировали на почти 600 тысячах гектаров, к середине августа огнём было пройдено 4 млн гектаров (против 3,5 млн в 2022 году). Крупные пожары были зарегистрированы в Свердловской, Омской, Челябинской, Амурской областях, в Забайкальском и Хабаровском крае и Еврейской автономной области.
Ликвидация пожаров затруднялась ветреной и аномально жаркой погодой. Власти стремились сократить риск новых возгораний, вводя режим чрезвычайной ситуации и запреты на посещение лесов.

## Причины
Предположительно, в 2023 году общая площадь лесных пожаров весной-летом 2023 года достигла 8,96 млн га, что на это на 6 % меньше средних показателей 2001—2021 годов. Однако министр природных ресурсов Александр Козлов называл гораздо меньшую цифру — 3,4 млн га. Большинство возгораний произошли по вине человека, но аналитики ожидали, что число пожаров будет расти из-за глобальных изменений климата.
Лесные пожары 2023 года начались раньше обычного из-за аномальной жары. Но основной причиной Россельхоз называл действия местных жителей. В некоторых случаях огонь начал распространяться из-за пала сухой травы на полях. Так, только в Курганской области за первые четыре месяца года было установлено 46 поджигателей и возбуждено 7 уголовных дел. Также возгорания распространялись от железных дорог, линий электропередач, непотушенных костров и мангалов.
С 2015 года в стране действует система, по которой власти не обязаны ликвидировать лесные пожары в отдалённых и труднодоступных районах. Это приводит к быстрому распространению огня и осложняет работу пожарных, когда пламя достигает подохранных территорий. В 2023 году зона контроля лесных пожаров была сокращена с 600 до 400 млн га. Но только в июле 2023 года горело минимум 120 тысяч га леса, которые региональные власти не пытались тушить.

## Ситуация на местах
В 2023 году пожарный сезон в России начался раньше обычного и уже в начале апреля власти фиксировали первые лесные пожары. Во время июльского пика площадь пожаров выросла в 43 раза и одновременно горели свыше 700 гектаров леса. Для сравнения в июле 2022 года горело в 2,6 раза меньше или около 274 га.
С начала 2023 года по июль пожары охватили на 20,3% больше территории, чем за аналогичный период прошлого года. В Приволжском федеральном округе  затронутая пожарами площадь,  возросла в 4,2 раза, в Центральном — в 3,2 раза, в Южном — в 1,1 раза, Северо-Кавказском — в 1,9 раза, в Уральском — в 1,9 раза и в Дальневосточном — в 1,6 раза. Авиалесоохрана отчитывалась о ликвидации 2 192 лесных пожаров, больше половины которых — на труднодоступных и удалённых территориях. Наиболее сложная ситуация с лесными пожарами была в Якутии, Хабаровском крае и Магаданской области.
К середине августа в российских лесах возникло более 11 тысяч возгораний. Пройденная огнём площадь превысила 4 млн га, что уже было выше итогового показателя 2022 года — 3,5 млн га. Чиновники настаивали, что показатель 2023 года ниже пятилетних значений в 1,7 раза, но фактически на средний показатель влиял аномальный 2021 год, когда сгорело более 10 млн га. Эксперты и СМИ подозревают региональные власти в сокрытии  реальных цифр для выполнения федеральных планов.

### Урал
Весна 2023
Первые лесные пожары в Уральском Федеральном округе в 2023 году зафиксировали уже в начале апреля. К 11 мая в округе действовали более 80 пожаров на площади 113,5 тысяч гектаров, в основном в Свердловской области (62 возгорания на 100 тыс. гектаров). Из-за сильного ветра огонь быстро распространился по сухой траве. К середине мая он уничтожил 455 строений в области, при тушении погибло 2 местных жителя, без крова остались — 670. Беспрецедентная ситуация заставила власти ввести чрезвычайное положение, приостановить сезон весенней охоты и закрыть вход в несколько природных заповедников.
Второй наиболее пострадавший регион — Курганская область. Здесь во время весенних пожаров погибло 19 человек, было разрушено свыше 300 жилых домов и почти 4 тысячи строений, включая 2 пороховых склада. В начале мая в области ещё действовали 60 природных пожаров на общей площади 11 тысяч гектаров. Огненные смерчи местами достигали 10 метров высотой.
Также сильно пострадала Тюменская область, где на пике горело свыше 5,2 тысячи гектаров. К концу мая эту площадь удалось сократить до 700 га, на что местные власти потратили минимум 800 млн рублей.Тем не менее огонь успел разрушить минимум 120 строений; были эвакуированы жители семи поселений, один доброволец погиб, помогая тушить пожары.
Лето 2023
Летом температура в регионе достигала аномальных 40°C, что способствовало распространению пожаров. В июне только в Свердловской области леса горели на общей площади в 3,4 тысячи га. К середине июля в регионе действовало до 27 пожаров общей площадью 1,2 тыс. га. Одно из возгораний перекинулось на село Шайдуриха и уничтожило 40 домов. Уже во второй половине августа в регионе действовало 14 пожаров на общей площади 141 га.

### Сибирь
Пожары в Сибирском федеральном округе наиболее затронули Омскую область (9 тыс. га в мае) и Иркутскую область (7,9 тыс. га). Самый крупный весенний пожар в России тоже был зарегистрирован в СФО — в Алтайском крае на территории Михайловского района (более 1 тыс. га).
На фоне жары с начала года по конец июня в Сибири зафиксировали более 2 тысяч пожаров, которые только в Томской области уничтожили 42,4 тысячи га, в Алтайском крае — 20,3 тысячи, в Красноярском крае — 13,9 тысячи. На масштабные сибирские пожары приходится около 5—20 % общего объёма выбросов парниковых газов в Российской Федерации.

### Дальний Восток
К началу мая дальневосточные пожарные смогли сократить площадь пожаров до 7,8 тыс. гектаров. Однако к тому моменту только в Еврейской автономной области пожары прошли более 200 тысяч гектаров, уничтожив 10 % лесного фонда. Другими сильно пострадавшими регионами были Амурская область (169 тыс. га) и Хабаровский край (95 тыс. га).
К лету на Дальнем Востоке сложилась наиболее неблагоприятная ситуация — на начало июля площадь природных пожаров там достигала 379 тыс. га. из 421 тысяч всего в стране. Особенно опасная ситуация сложилась в Магаданской области и Якутии, где одновременно тушили 51 возгорание на 15 тыс. гектарах и 97 пожаров на 77,5 тыс. га соответственно. К середине августа общее число ликвидированных пожаров на территории Магаданской области с начала года составило 480, в Якутии — 764, В Хабаровском крае −758. Ликвидацию лесных пожаров осложняли погодные условия — жаркая, сухая и ветреная погода, сопровождаемая сухими грозами на отдалённых и труднодоступных лесных территориях.

## Последствия
В 2022 году на профилактику и тушение лесных пожаров федеральный бюджет выделил регионампорядка 14 млрд рублей. Региональные бюджеты остались прежними и фактически уменьшились из-за инфляции. И по мнению Рослесхоза, уже весенние пожары 2023 года показали, что власти на местах не готовы к чрезвычайным ситуациям. Ведомство подало в прокуратуру иск на власти Еврейской АО из-за халатности. Также уголовный иск был возбуждён против магаданских чиновников, за бездействие во время пожара природного заповедника «Магаданский».
Государственные выплаты пострадавшим, которые потеряли всё своё имущество, не превышали 10—50 тысяч рублей. Некоторые жители также жаловались, что вместо эвакуации погорельцев чиновники обвиняют в пожарах пострадавших.